# Schwabhausen (Boxberg)
Schwabhausen ist ein Stadtteil von Boxberg im Main-Tauber-Kreis im fränkisch und badisch geprägten Nordosten Baden-Württembergs.

## Geographie

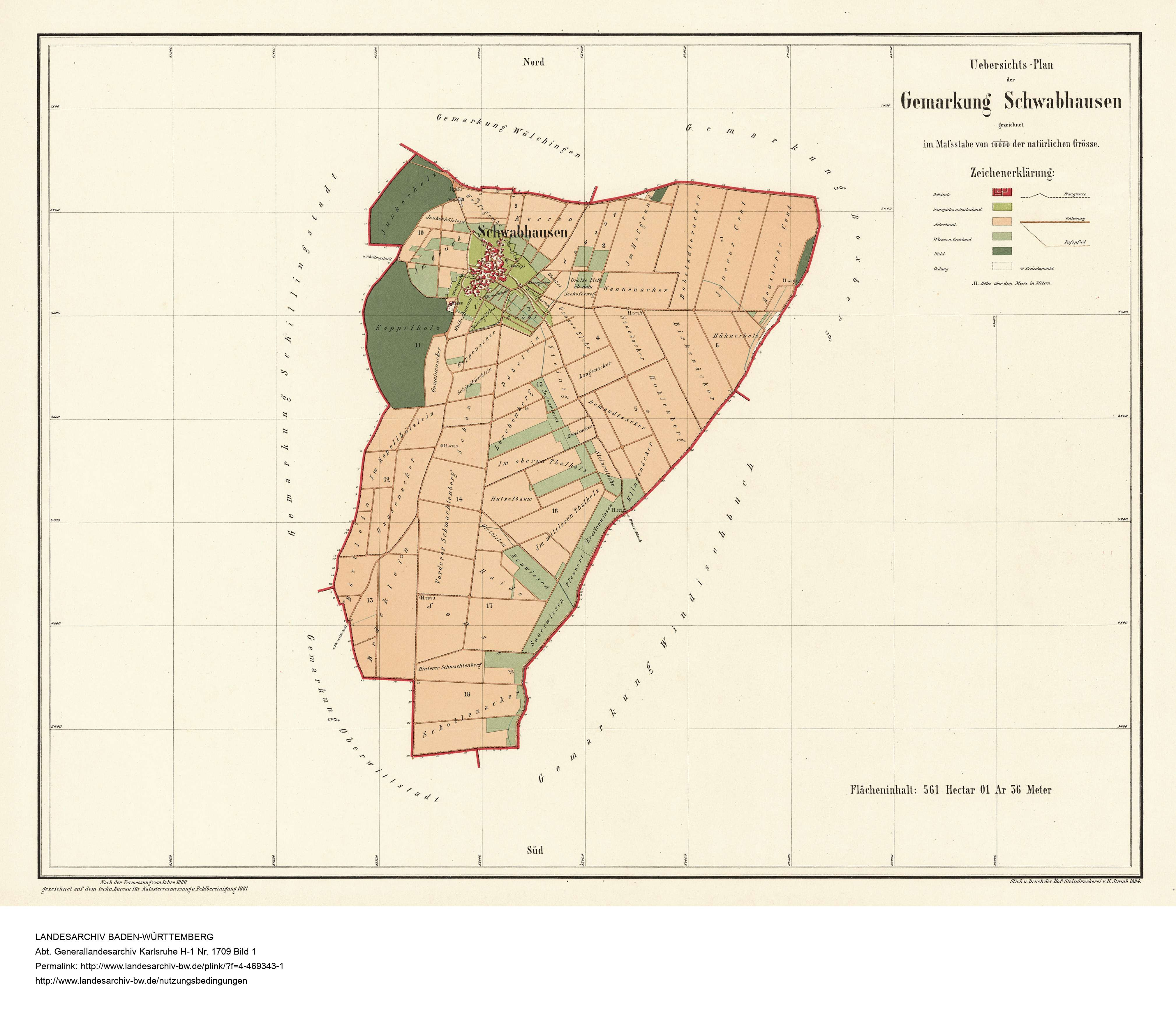
Gemarkung von Schwabhausen, 1884

Schwabhausen liegt südwestlich von Boxberg in einer nach Osten geöffneten, ausgedehnten Quellmulde, nahe der Wasserscheide von Tauber und Jagst. Zur Gemarkung der ehemaligen Gemeinde Schwabhausen gehört das Dorf Schwabhausen (⊙) und die Wohnplätze Aussiedlerhöfe Brücklein (⊙) und Aussiedlerhöfe Hofgrund (⊙).

## Geschichte

### Mittelalter
Der Ort wurde im Jahre 1239 erstmals urkundlich als Swabenhusen erwähnt. Es handelt sich wohl um einen Ausbauort der fränkischen Zeit der zur Herrschaft Boxberg gehörte. Der Ort gelangte vermutlich jedoch nicht an die Johanniter, sondern wurde wohl über den Niederadel von Kurpfalz erworben und 1430 durch diese im Tausch gegen Rechte in Hilsbach an Philipp von Ingelheim und Wilhelm Knebel von Katzenelnbogen überlassen. Anschließend gelangte Schwabhausen an die Herren von Rosenberg und war seither in seiner Geschichte stets mit Boxberg verbunden.

### Neuzeit
1561 wurde die Ortsherrschaft endgültig pfälzisch. Bis 1570 gehörte Schwabhausen aber noch zur Zehnt Ballenberg, dann zur Zehnt Boxberg. 1803 gelangte der Ort an das Fürstentum Leiningen, bevor er 1806 badisch wurde. Die Amtszugehörigkeit ist identisch mit der von Boxberg.
Am 1. Januar 1973 wurde Schwabhausen gemeinsam mit Angeltürn, Bobstadt, Epplingen, Lengenrieden, Uiffingen und Windischbuch in die Stadt Boxberg eingemeindet.

### Einwohnerentwicklung
Die Bevölkerung von Schwabhausen entwickelte sich wie folgt:
| Jahr | Gesamt |
| ---- | ------ |
| 1961 | 514    |
| 1970 | 503    |
| 2014 | 558    |

## Religion
Etwa drei Viertel der Einwohner von Schwabhausen sind evangelisch. Die evangelische Kirchengemeinde besteht aus einer eigenen Kirche, einem Gemeindehaus und einem Kindergarten. Sie wird zusammen mit den Kirchengemeinden Schillingstadt und Windischbuch vom Pfarramt Schillingstadt betreut. Schwabhausen ist seit 1558 evangelisch-lutherisch und hatte mit Schillingstadt und Windischbuch seit 1559 einen lutherischen Geistlichen. Aber bereits 1561 wurde Schwabhausen kurpfälzisch und die Gemeinde damit zur reformierten Gemeinde. Die Lutherischen wurden seitdem von Hardheim-Gerichtstetten aus versorgt, die Reformierten von Ahorn-Schillingstadt aus. Lediglich in einigen Jahrzehnten des 17. Jahrhunderts hatte Schwabhausen einen eigenen Pfarrer, der Windischbuch und Seehof mit versorgte. Der im Jahre 1619 erwähnte Pfarrer Matthias Klaiber musste in den Wirren des Dreißigjährigen Krieges den Ort verlassen.

## Politik
Das Wappen von Schwabhausen zeigt: In Blau auf grünem Boden ein silberner Pflug.

## Kultur und Sehenswürdigkeiten

### Kulturdenkmale
Unbewegliche Bau- und Kunstdenkmale des Ortes sind in der vom Regierungspräsidium Stuttgart herausgegebene Liste der Bau- und Kunstdenkmale aufgeführt. Eine Auskunft ist auf Anfrage bei der Unteren Denkmalschutzbehörde der Stadt Boxberg erhältlich.

### Ehemaliges Rathaus
Das ehemalige Rathaus von Schwabhausen ist ein Massivbau mit Dachreiter, Freitreppe und alten Türblättern. Es wurde im Jahre 1895 errichtet.

### Evangelische Kirche
Die evangelische Kirche in Schwabhausen wurde im Jahre 1935 anstelle einer zuvor etwa 200 Jahre alten Dorfkirche neu errichtet.

## Wirtschaft und Infrastruktur

### Verkehr
Schwabhausen ist aus Südosten und aus Westen jeweils über die L 514 zu erreichen, die im Ortsbereich als Schwabhäuser Straße bezeichnet wird. Aus südlicher und nordöstlicher Richtung ist der Ort jeweils über die K 2841 zu erreichen. Im Ortsbereich wird diese in südlicher Richtung als Ravensteiner Straße und in nordöstlicher Richtung als Zur Wasserscheide bezeichnet. Im Nordosten besteht nach etwa 500 Metern ein Anschluss an die B 292.

### Wohnen und Bauen
Zu Siedlungserweiterungen kam es seit den 1970er Jahren vor allem im Westen des Dorfes.

### Grünkerndarre
Am Ortsrand von Boxberg kommend befindet sich eine alte Grünkerndarre.